# فالک بودن
فالک بودن (انگلیسی: Falk Boden؛ زادهٔ ۲۰ ژانویهٔ ۱۹۶۰) دوچرخه‌سوار اهل آلمان است.
وی در مسابقات کشوری و بین‌المللی در مجموع برندهٔ ۴ مدال طلا، ۲ مدال نقره شده‌است.